# Leipziger Jahresausstellung
Die Leipziger Jahresausstellung (LIA) war eine 1910–1927 in Leipzig stattfindende Kunstausstellung von überwiegend deutschen Künstlern der Moderne wie Max Klinger (1857–1920) und Max Liebermann (1847–1935). Seit 1992 gibt es unter gleichem Namen eine neue Veranstaltungsserie mit zeitgenössischen Werken Leipziger Künstler.

## Geschichte
1910 veranstaltete der Verein Bildender Künstler Leipzig (e. V.) im Städtischen Kaufhaus die erste Jahresausstellung. Damit wurde folgendes Anliegen verfolgt:

„Die Sezession hat es sich zur Aufgabe gemacht, alljährlich in Leipzig eine Jahresausstellung zu veranstalten. Durch diese Ausstellung bezweckt der Verein, für die Förderung der idealen und wirtschaftlichen Bestrebungen Leipziger Maler, Bildhauer und Graphiker einzutreten, andererseits auch für die Ausgestaltung unserer heimischen Kunst tätig zu sein und damit auch Leipzig im deutschen Kunstleben eine bedeutsame Stellung zu sichern. Die Ausstellung, die nicht nur Werke Leipziger Künstler enthält, sondern in der Künstler aller deutschen Kunststädte vertreten sind, zeigt, in welcher anerkennenswerten Weise das Unternehmen der Leipziger Sezession in der auswärtigen Künstlerschaft und nicht minder bei dem Leipziger Künstlerverein und dem Leipziger Künstlerbund Beachtung gefunden hat.“

Um die alljährliche Präsentation zu realisieren, gründeten Max Klinger, Wil Howard (1879–1945) und weitere Leipziger Künstler sowie Kunstfreunde am 15. Januar 1912 den „Verein Leipziger Jahresausstellung e. V.“ Den Vorsitz führten Max Klinger und der Bildhauer Johannes Hartmann (1869–1952).
In der Schau von 1912, die im Städtischen Handelshof in der Grimmaischen Straße 1 stattfand, stellten über 200 deutsche und europäische Künstler Malerei und Plastik aus. Darunter waren viele bekannte Namen der heute als Klassische Moderne gefeierten Kunst. So nahmen u. a. Ernst Barlach, Max Beckmann, Franz Hofer, Käthe Kollwitz, Claude Monet, Wilhelm Lehmbruck, Max Liebermann, Henri Matisse, Max Pechstein, Pablo Picasso, Pierre-Auguste Renoir, Auguste Rodin und Max Slevogt mit einer oder mehreren Arbeiten an der Ausstellung teil.

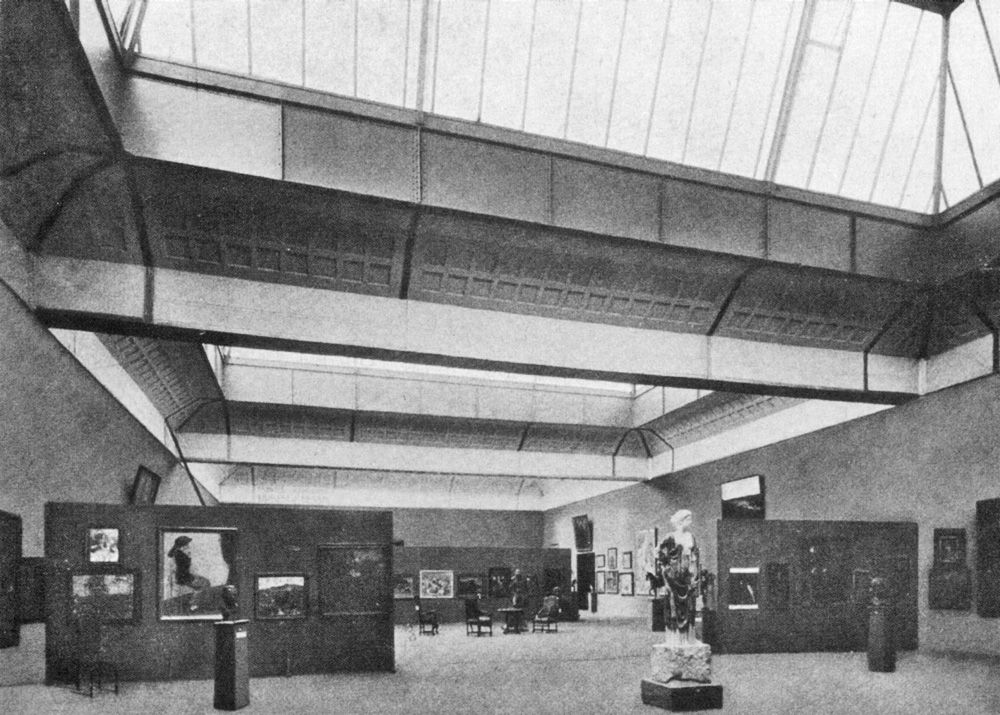
Halle der Leipziger Jahresausstellung 1913

Die Jahresausstellung 1913 fand im Rahmen der Internationalen Baufach-Ausstellung 1913 statt. Dazu war im direkten Anschluss an das Mittelteil der Betonhalle ein spezieller Hallenanbau errichtet worden. Die Pläne dazu stammten vom Direktor der Hamburger Kunsthalle Alfred Lichtwark (1852–1914), dem Leipziger Stadtbaurat Otto Wilhelm Scharenberg (1851–1920) und von Max Klinger. Die Besonderheit der Halle waren drei querstehende Oberlichtaufsätze, die eine optimale Beleuchtung der Ausstellungsobjekte ermöglichten. Die Ausstellung unter dem Titel „Figurenmalerei und Bildnerei der letzten 30 Jahre“ präsentierte fast 500 Gemälde und Plastiken von rund 300 Künstlern. Diese Ausstellung war die einzige Leipziger Jahresausstellung, für die eigens eine Halle errichtet wurde.
Die nächste Ausstellung fand 1916 statt und dann jährlich bis zur Auflösung des Vereins 1927.

## Neugründung 1992
1992 wurde von Künstlern und engagierten Bürgern der Verein Leipziger Jahresausstellung e. V. gegründet. Vereinsvorsitzender ist seit 1995 der Leipziger Kunstprofessor Rainer Schade. Seit 1993 veranstaltet der Verein Leipziger Jahresausstellungen an wechselnden Orten mit jeweils ca. 25 Leipziger Künstlern.

### Kunstpreis
Seit 1999 wählt eine vereinsunabhängige Jury jährlich einen Preisträger, bisher:
- 1999 Michael Kunert
- 2000 Ruth Habermehl
- 2001 Annette Schröter
- 2002 Christiane Baumgartner
- 2003 Edgar Knobloch
- 2004 Christoph Ruckhäberle
- 2005 Jana Seehusen
- 2006 Jörg Ernert
- 2007 Sebastian Gögel
- 2008 Uwe Kowski[3]
- 2009 Thomas Moecker
- 2010 Akos Novaky
- 2011 Rosi Steinbach
- 2012 Alexej Meschtschanow
- 2013 Bastian Muhr
- 2014 Martin Groß
- 2015 Thomas Taube
- 2016 Benjamin Dittrich
- 2017 Annika Kleist
- 2018 Stefan Hurtig
- 2019 Björn Siebert
- 2021 Christina Wildgrube
- 2022 Kerstin Flake
- 2023 Thadeusz Tischbein

### Causa Krause
2019 wurde der Maler Axel Krause als ausstellender Künstler durch das Kuratorium der 26. Leipziger Jahresausstellung ausgewählt und vom Vorstand dazu eingeladen. Daraufhin wurde öffentlicher Druck auf den Vorstand der L.J.A. ausgeübt. Am 31. Mai 2019 widerrief der Vorstand die Einladung an Axel Krause, sagte am 1. Juni 2019 die 26. Leipziger Jahresausstellung ab und trat geschlossen zurück. Zum 6. Juni 2019 teilte L.J.A. mit, dass ab 12. Juni 2019 die 26. Leipziger Jahresausstellung doch stattfinden soll.